# Alajärvi (sjö i Alajärvi, Södra Österbotten)
Alajärvi är en sjö i kommunen Alajärvi i landskapet Södra Österbotten i Finland. Sjön ligger 104 meter över havet. Den är 7,03 meter djup. Arean är 11,08 kvadratkilometer och strandlinjen är 33,29 kilometer lång. Sjön  ingår i Esse å huvudavrinningsområde.   Den ligger omkring 53 kilometer öster om Seinäjoki och omkring 320 kilometer norr om Helsingfors. 
I sjön finns öarna Pajusaari, Selkäkari, Suutarinkari, Vähäsaari och Kivikari. 
Väster om Alajärvi ligger Alajärvi centraltätort. Nelimarkkamuseet ligger vid sjön.